# Cantón de Plaisance
El cantón de Plaisance era una división administrativa francesa, que estaba situada en el departamento de Gers y la región de Mediodía-Pirineos.

## Composición
El cantón estaba formado por catorce comunas:
- Beaumarchés
- Cahuzac-sur-Adour
- Cannet
- Couloumé-Mondebat
- Galiax
- Goux
- Izotges
- Jû-Belloc
- Lasserade
- Plaisance
- Préchac-sur-Adour
- Saint-Aunix-Lengros
- Tasque
- Tieste-Uragnoux

## Supresión del cantón de Plaisance
En aplicación del Decreto n.º 2014-254 de 26 de febrero de 2014, el cantón de Plaisance fue suprimido el 22 de marzo de 2015 y sus 14 comunas pasaron a formar parte; once del nuevo cantón de Pardiac-Ribera Baja y tres del nuevo cantón de Adour-Gersoise.